# Dalnje Njive
Dálnje Njíve so naselje v Občini Črnomelj.

## Zgodovina
Leta 1857 je vas pogorela. Zatem so obnovili vas in tudi cerkev sv. Marka. 

## Geografija
Povprečna nadmorska višina naselja je 396 m.
Pomembnejša bližnja naselja so: Sinji Vrh (2 km), Vinica (11 km) in Črnomelj (29 km).

## Demografija
| Pregled števila prebivalstva po letih | Pregled števila prebivalstva po letih | Pregled števila prebivalstva po letih | Pregled števila prebivalstva po letih | Pregled števila prebivalstva po letih | Pregled števila prebivalstva po letih | Pregled števila prebivalstva po letih | Pregled števila prebivalstva po letih | Pregled števila prebivalstva po letih | Pregled števila prebivalstva po letih | Pregled števila prebivalstva po letih | Pregled števila prebivalstva po letih | Pregled števila prebivalstva po letih | Pregled števila prebivalstva po letih |      |
| ------------------------------------- | ------------------------------------- | ------------------------------------- | ------------------------------------- | ------------------------------------- | ------------------------------------- | ------------------------------------- | ------------------------------------- | ------------------------------------- | ------------------------------------- | ------------------------------------- | ------------------------------------- | ------------------------------------- | ------------------------------------- | ---- |
| 1869                                  | 1880                                  | 1890                                  | 1900                                  | 1910                                  | 1931                                  | 1948                                  | 1953                                  | 1961                                  | 1966                                  | 1971                                  | 1981                                  | 1991                                  | 2002                                  | 2011 |
| 103                                   | 82                                    | 80                                    | 77                                    | 71                                    | 65                                    | 49                                    | 51                                    | 50                                    | 51                                    | 44                                    | 32                                    | 37                                    | 26                                    | 21   |